# Vizhinjam
Vizhinjam är en ort i Indien.   Den ligger i distriktet Thiruvananthapuram och delstaten Kerala, i den södra delen av landet, 2 300 km söder om huvudstaden New Delhi. Vizhinjam ligger 43 meter över havet och antalet invånare är 18 566.
Terrängen runt Vizhinjam är platt. Havet är nära Vizhinjam åt sydväst. Runt Vizhinjam är det mycket tätbefolkat, med 1 313 invånare per kvadratkilometer. Närmaste större samhälle är Thiruvananthapuram, 12,2 km norr om Vizhinjam. I omgivningarna runt Vizhinjam växer i huvudsak städsegrön lövskog.